# Янг, Эдвард
Ян Дэча́н (кит. трад. 楊德昌, пиньинь Yáng Déchāng; 6 ноября 1947 — 29 июня 2007 года), также известный как Эдвард Янг (англ. Edward Yang) — тайваньский режиссёр, наряду с Хоу Сяосянем являвшийся одним из лидеров тайваньской «новой волны».

## Биография
Родился в Шанхае. В 1949 году его родители бежали на Тайвань вместе с армией Чан Кайши. Получив техническое образование, за учёной степенью уехал в США. Работал в сфере информационных технологий. Решил поменять профессию и поступил в киношколу, однако прервал обучение из-за поточной системы обучения, которая его не устраивала. Вернувшись в Тайбэй в начале 80-х, пишет телесценарии и ставит эпизоды для фильмов. Дебютирует как режиссёр короткометражкой «Надежды» (1982).

## Особенности стиля
Самобытность художественного стиля определяется на стыке китайской, японской и американской цивилизаций. Автору свойственна виртуозность повествования и полифоничность. Режиссёра часто сравнивают с Антониони по фабуле его фильма «Вселяющий страх», герои которого также мучаются от некоммуникабельности. В отличие от Хоу Сяосяня, большинство героев его картин — представители городской обеспеченной прослойки: коммерсанты, менеджеры, врачи, слабые мужчины и амбициозные женщины, у которых не ладится семейная жизнь. Кто-то из них бывал в США, кто-то мечтает об эмиграции в Штаты. К тому же их мучает ностальгия по прошлому, по детским мечтам. Безысходность оборачивается внезапной агрессией. На фоне урбанистической реальности режиссёр с симпатией относится к своим героям.

## Избранная фильмография
- «В наше время» (1982)
- «Тот день на пляже» (1983)
- «Тайбэйская история» (1985)
- «Вселяющий страх» (1986)
- «Яркий летний день» (1991)
- «Конфуцианский конфуз» (1994)
- «Маджонг» (1996)
- «Один и два» («Йи Йи», 2000) — приз Каннского кинофестиваля За лучшую режиссуру